# Саксен-Гота-Альтенбурзьке герцогство

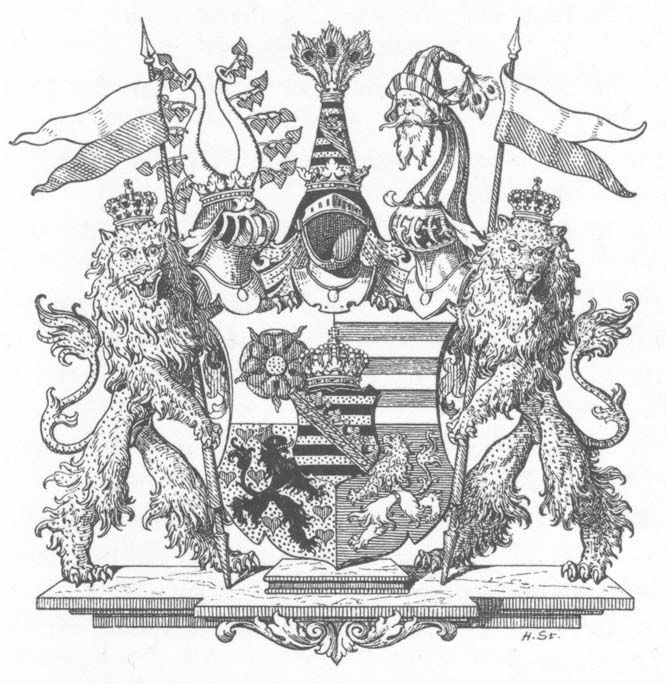
Герб Саксен-Гота-Альтенбург

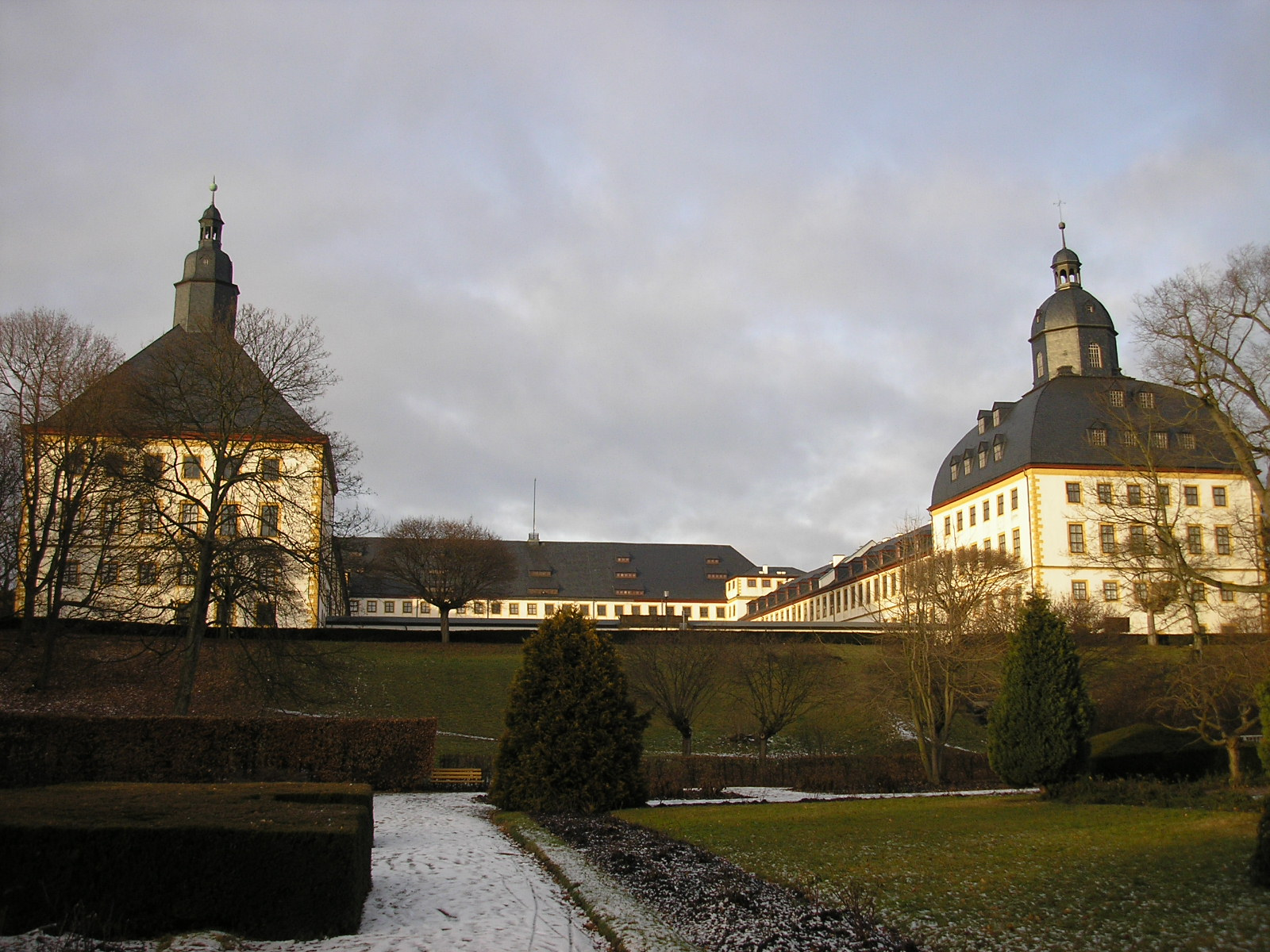
Резиденція герцогів Саксен-Гота-Альтенбург — замок Фріденштайн в Готі

Саксен-Гота-Альтенбурзьке герцогство — ернестинське герцогство на території сучасної землі Тюрингія. Існувало в складі Священної Римської імперії з 1680 року. Після скасування імперії, в 1806 році вступило в Рейнський союз, а в 1815 році — в Німецький союз.
Згасання правлячої в герцогстві династії в 1825 році призвело до розділу території герцогства між Саксен-Кобургом, до якого відійшла Саксен-Готське герцогство, і Саксен-Гільдбургахаузеном, до якого відійшло Саксен-Альтенбурзьке герцогство. Герцог Саксен-Гільдбургхаузенський передав невелике герцогство Гільдбургхаузен Саксен-Майнінгенському герцогству.

## Виникнення герцогства
Родоначальником Саксен-Гота-Альтенбург є герцог Саксен-Готи Ернст I Благочестивий, молодший син герцога Саксен- Веймара Йоганна III. У 1640 році Ернст Благочестивий і його брати розділили між собою батьківську спадщину (Ернестинський розділ), при цьому Ернсту Благочестивому дісталася Саксен-Гота, виділена з Саксен-Веймара. У 1672 році згасла династія герцогів Саксен-Альтенбурга, і його володіння були поділені між Саксен-Веймаром і Саксен-Готою, причому левова частка земель дісталася Саксен-Готі. Виникло герцогство Саксен-Гота-Альтенбург, а сім'я Ернста Благочестивого з цього моменту стала носити відповідне ім'я.
У 1680 році, через п'ять років після смерті Ернста Благочестивого відбувся наступний розділ земель (Готський розділ). Альтенбург і Гота залишилися в одних руках і були передані старшому синові Ернста Благочестивого Фрідріху I Саксен-Гота-Альтенбурзькому.

## Згасання лінії і наступники
Два останніх правителі з роду Саксен-Гота-Альтенбург померли, не залишивши спадкоємців чоловічої статі. У герцога Августа народилася одна дочка, герцог Фрідріх IV, який не займався управлінням державою через хворобу, помер неодруженим і бездітним. Після його смерті почалися конфлікти навколо спадщини Саксен-Гота-Альтенбург за участю інших правлячих домів ернестинської лінії, кінець яким поклало третейське рішення короля Саксонії Фрідріха Августа I.
Саксен-Гота-Альтенбург піддався новому розділу: Альтенбург відійшов герцогу Саксен-Гільдбургхаузенському, а Гота — герцогу Саксен-Кобург-Заальфельдському Ернсту I, якому довелося відмовитися від Заальфельда, щоб з'явилося нове Саксен-Кобург-Готське герцогство.

## Герцоги Саксен-Гота-Альтенбурзькі
| № | Ім'я                                   | Роки життя | Роки правління | Дружина                                                                                                  |
| - | -------------------------------------- | ---------- | -------------- | --- |
| 1 | Ернст I Саксен-Готський                | 1601-1675  | 1640-1675      | Єлизавета Софія Саксен-Альтенбурзька                                                                     |
| 2 | Фрідріх I Саксен-Гота-Альтенбурзький   | 1646-1689  | 1675-1689      | у першому шлюбі Магдалена Сибілла Саксен-Вайссенфельська другому шлюбі Крістіна Баден-Дурлахська         |
| 3 | Фрідріх II Саксен-Гота-Альтенбурзький  | 1676-1732  | 1689-1732      | Магдалена Августа Ангальт-Цербстська                                                                     |
| 4 | Фрідріх III Саксен-Гота-Альтенбурзький | 1699-1772  | 1732-1772      | Луїза Доротея Саксен-Майнінгенська                                                                       |
| 5 | Ернст II Саксен-Гота-Альтенбурзький    | 1745-1804  | 1772-1804      | Шарлотта Саксен-Майнінгенська                                                                            |
| 6 | Август Саксен-Гота-Альтенбурзький      | 1772-1822  | 1804-1822      | у першому шлюбі Луїза Шарлотта Мекленбург-Шверінська, у другому шлюбі Кароліна Амалія Гессен-Кассельська |
| 7 | Фрідріх IV Саксен-Гота-Альтенбурзький  | 1774-1825  | 1822-1825      | з його смертю згасла династія Саксен-Гота-Альтенбург                                                     |